# Nazionale maschile under 20 di calcio dell'Honduras
La nazionale di calcio honduregna Under-20, è la rappresentativa calcistica Under-20 nazionale dell'Honduras ed è posta sotto l'egida della FENAFUTH.

## Competizioni

### Mondiali U-20
| Anno   | Piazzamento     | G               | V               | N*              | P               | GF              | GS              |
| ------ | --------------- | --------------- | --------------- | --------------- | --------------- | --------------- | --------------- |
| 1977   | Primo turno     | 3               | 2               | 0               | 1               | 3               | 1               |
| 1979   | Non qualificata | Non qualificata | Non qualificata | Non qualificata | Non qualificata | Non qualificata | Non qualificata |
| 1981   | Non qualificata | Non qualificata | Non qualificata | Non qualificata | Non qualificata | Non qualificata | Non qualificata |
| 1983   | Non qualificata | Non qualificata | Non qualificata | Non qualificata | Non qualificata | Non qualificata | Non qualificata |
| 1985   | Non qualificata | Non qualificata | Non qualificata | Non qualificata | Non qualificata | Non qualificata | Non qualificata |
| 1987   | Non qualificata | Non qualificata | Non qualificata | Non qualificata | Non qualificata | Non qualificata | Non qualificata |
| 1989   | Non qualificata | Non qualificata | Non qualificata | Non qualificata | Non qualificata | Non qualificata | Non qualificata |
| 1991   | Non qualificata | Non qualificata | Non qualificata | Non qualificata | Non qualificata | Non qualificata | Non qualificata |
| 1993   | Non qualificata | Non qualificata | Non qualificata | Non qualificata | Non qualificata | Non qualificata | Non qualificata |
| 1995   | Primo turno     | 3               | 0               | 0               | 3               | 5               | 14              |
| 1997   | Non qualificata | Non qualificata | Non qualificata | Non qualificata | Non qualificata | Non qualificata | Non qualificata |
| 1999   | Primo turno     | 3               | 0               | 0               | 3               | 4               | 10              |
| 2001   | Non qualificata | Non qualificata | Non qualificata | Non qualificata | Non qualificata | Non qualificata | Non qualificata |
| 2003   | Non qualificata | Non qualificata | Non qualificata | Non qualificata | Non qualificata | Non qualificata | Non qualificata |
| 2005   | Primo turno     | 3               | 0               | 0               | 3               | 0               | 15              |
| 2007   | Non qualificata | Non qualificata | Non qualificata | Non qualificata | Non qualificata | Non qualificata | Non qualificata |
| 2009   | Primo turno     | 3               | 1               | 0               | 2               | 3               | 3               |
| 2011   | Non qualificata | Non qualificata | Non qualificata | Non qualificata | Non qualificata | Non qualificata | Non qualificata |
| 2013   | Non qualificata | Non qualificata | Non qualificata | Non qualificata | Non qualificata | Non qualificata | Non qualificata |
| 2015   | Primo turno     | 3               | 1               | 0               | 2               | 5               | 11              |
| 2017   | Primo turno     | 3               | 1               | 0               | 2               | 3               | 6               |
| 2019   | Primo turno     | 3               | 0               | 0               | 3               | 0               | 19              |
| 2023   | Primo turno     | 3               | 0               | 1               | 2               | 4               | 7               |
| Totale | 9/23            | 27              | 5               | 1               | 21              | 27              | 86              |

### Campionato nordamericano di calcio Under-20
- 2 vittorie  (1982, 1994)
- 2 secondi posti  (1964, 1976, 2017)

## Rosa attuale
Lista dei 21 giocatori convocati per il Campionato mondiale di calcio Under-20 2023.
| N. | Pos. | Giocatore              | Data di nascita/Età         | Squadra           |
| -- | ---- | ---------------------- | --------------------------- | ----------------- |
| 1  | P    | Juergen García         | 28 gennaio 2005 (17 anni)   | Lone              |
| 2  | D    | Darlin Mencia          | 9 aprile 2003 (19 anni)     | Real España       |
| 3  | D    | Geremy Rodas           | 19 marzo 2004 (18 anni)     | Minnesota Utd     |
| 4  | D    | Anfronit Tatum         | 2 giugno 2005 (17 anni)     | Real España       |
| 5  | D    | Aarón Zúñiga Espinoza  | 4 novembre 2003 (19 anni)   | Real España       |
| 6  | C    | David Ruíz             | 8 febbraio 2004 (18 anni)   | Inter Miami       |
| 7  | A    | Odin Ramos             | 16 febbraio 2004 (18 anni)  | Marathón          |
| 8  | C    | Tomás Sorto            | 16 gennaio 2003 (20 anni)   | Honduras Progreso |
| 9  | A    | Exon Arzú              | 19 maggio 2004 (18 anni)    | Real España       |
| 10 | C    | Isaac Castillo         | 24 maggio 2003 (19 anni)    | Marathón          |
| 11 | A    | Marco Aceituno         | 28 dicembre 2003 (19 anni)  | Real España       |
| 12 | P    | José Valdez            | 17 aprile 2003 (19 anni)    | Vida              |
| 13 | C    | Heber Núñez            | 28 settembre 2003 (19 anni) | Lone              |
| 14 | D    | Javier Arriaga         | 1º agosto 2004 (18 anni)    | Marathón          |
| 15 | C    | Kolton Kelly           | 12 febbraio 2004 (18 anni)  | Victoria          |
| 16 | D    | Jose Martinez Crisanto | 1º dicembre 2003 (19 anni)  | Olimpia           |
| 17 | A    | Maynor Arzu            | 16 novembre 2003 (19 anni)  | Real Sociedad     |
| 18 | A    | Daniel Carter Bodden   | 12 settembre 2003 (19 anni) | Real España       |
| 19 | A    | Jefryn Macías          | 2 gennaio 2004 (19 anni)    | Lobos UPNFM       |
| 20 | D    | Félix García Martínez  | 2 febbraio 2004 (18 anni)   | Olimpia           |
| 21 | P    | Medardo Laínez         | 4 febbraio 2004 (18 anni)   | Real España       |

## Tutte le rose

### Campionato mondiale Under-20
Campionato del mondo Under-20 19771 Arzú, 2 Palma, 3 H. Zelaya, 4 Maradiaga, 5 Costly, 6 Barahona, 7 Norales, 8 Yearwood, 9 Bailey, 10 Caceres, 11 Betancourt, 12 Rios, 13 Merino, 14 Núñez, 15 Duarte, 16 Sambula, 17 Rodríguez, 18 J. F. Zelaya, CT: de la Paz Herrera
Campionato del mondo Under-20 19951 Barahona, 2 Lagos, 3 Zambrano, 4 Guevara, 5 Vargas, 6 Ulloa, 7 Rodríguez, 8 Obando, 9 Cabrera, 10 Rubí, 11 Bailey, 12 Ashman, 13 Peralta, 14 Coello, 15 Bernárdez, 16 N. Medina, 17 Oseguera, 18 E. Medina, CT: Paz Camargo
Campionato del mondo Under-20 19991 Pérez, 2 Contreras, 3 Vásquez, 4 Izaguirre, 5 Vallecillo, 6 Lino, 7 Raudales, 8 Tilguath, 9 D. Suazo, 10 León, 11 Gutiérrez, 12 M. Suazo, 13 Marín, 14 Álvarez, 15 Palacios, 16 Fortín, 17 Oliva, 18 Siliezar, CT: de la Paz Herrera
Campionato del mondo Under-20 20051 Guerra, 2 Bodden, 3 Turcios, 4 Bardales, 5 Norales, 6 Moncada, 7 Ramos, 8 Claros, 9 Rice, 10 Núñez, 11 Güity, 12 Rivera, 13 F. Cruz, 14 J. Cruz, 15 Martíneza, 16 Lara, 17 Izaguirre, 18 Nolasco, 19 Sánchez, 20 Rápalo, 21 Pineda, CT: Guifarro
Campionato del mondo Under-20 20091 Reyes, 2 Solís, 3 Castro, 4 Crisanto, 5 Fonseca, 6 Padilla, 7 M. Martínez, 8 Mayorquín, 9 C. Martínez, 10 Andino, 11 Rojas, 12 Licona, 13 R. Martínez, 14 Rodas, 15 Peralta, 16 Leverón, 17 Ávila, 18 Ocampo, 19 Ortiz, 20 Mejía, 21 Mendoza, CT: Umanzor
Campionato del mondo Under-20 20151 Hernández, 2 Álvarez, 3 Paz, 4 Santos, 5 Castillo, 6 Moncada, 7 Chirinos, 8 Torres, 9 Róchez, 10 Escalante, 11 K. López, 12 R. López, 13 Benavídez, 14 Suazo, 15 Bodden, 16 García, 17 Elis, 18 Pereira, 19 Lacayo, 20 Flores, 21 Tejada, CT: Jiménez
Campionato del mondo Under-20 20171 Delgado, 2 Maldonado, 3 Decas, 4 Hernández, 5 Andrade, 6 Zapata, 7 Reyes, 8 Arias, 9 Grant, 10 Pineda, 11 Flores, 12 Perelló, 13 Quiroz, 14 Cruz, 15 Sánchez, 16 García, 17 Rodríguez, 18 Vuelto, 19 Martínez, 20 Álvarez, 21 Mashburn, CT: Tábora
Campionato del mondo Under-20 20191 García, 2 Rivas, 3 Diego, 4 Gómez, 5 Decas, 6 López, 7 Cálix, 8 Chávez, 9 Romero, 10 Mejía, 11 Villafranca, 12 Reyes, 13 Guevara, 14 Rosales, 15 Antúnez, 16 Jean Baptiste, 17 Palma, 18 Núñez, 19 Álvarez, 20 Palacios, 21 Villanueva, CT: Tábora
Campionato del mondo Under-20 20231 García, 2 Mencia, 3 Rodas, 4 Tatum, 5 Zúñiga Espinoza, 6 Ruíz, 7 Ramos, 8 Sorto, 9 Arzú, 10 Castillo, 11 Aceituno, 12 Valdez, 13 Núñez, 14 Arriaga, 15 Kelly, 16 Martinez Crisanto, 17 Arzu, 18 Carter Bodden, 19 Macías, 20 García Martínez, 21 Laínez, CT: Alvarado

### Campionato nordamericano Under-20
Campionato nordamericano Under-20 20051 Botto, 2 Martínez, 4 Bardales, 5 Norales, 6 Moncada, 7 Ramos, 8 Barahona, 9 Mejia, 10 Rápalo, 12 Claros, 13 Avila, 16 Arzú, 17 Izaguirre, 18 Nolasco, 19 Reyes, 20 Thomas, 21 Núñez, 22 Orellana, CT: Guifarro
Campionato nordamericano Under-20 20091 Reyes, 2 Boquín, 3 Castro, 4 Crisanto, 5 Fonseca, 6 Padilla, 7 M. Martínez, 8 Mayorquín, 9 Canales, 10 Andino, 11 Rojas, 12 Mendoza, 13 R. Martínez, 14 Altamirano, 15 Lozano, 16 Leverón, 17 Zepeda, 18 Ocampo, 19 Valladares, 20 Mejía, CT: Umanzor
Campionato nordamericano Under-20 20151 Hernández, 2 Álvarez, 3 Paz, 4 Santos, 5 Castillo, 6 Moncada, 7 Chirinos, 8 R. Alvarez, 9 Róchez, 10 Escalante, 11 Torres, 12 R. López, 13 Benavídez, 14 Suazo, 15 Nuñez, 16 García, 17 Elis, 18 K. López, 19 Lacayo, 20 Flores, CT: Jiménez